# Западноевропейская духовная музыка (курс)
«Западноевропейская духовная музыка» — первая в России образовательная программа, дающая систематические знания о григорианском хорале, который стал истоком и фундаментом европейского музыкального искусства. Также на курсе преподаётся техника игры на органе и органная импровизация. Кроме практических и музыкальных дисциплин изучается ряд гуманитарных предметов. Занятия ведут специалисты и профессора из разных стран.
Курс — это единственная в России возможность получить образование, направленное на подготовку специалистов в области западноевропейской духовной музыки: григорианского хорала и органной импровизации — дисциплин, не преподаваемых в российских вузах.
Изучаемые дисциплины востребованы музыкантами и музыковедами, специализирующихся в области органного исполнительства и старинной музыки. Курс проходит под патронатом Папского совета по Культуре и Архиепархии Божией Матери в Москве.

## Цели и задачи
Курс «Западноевропейская духовная музыка» — дополнительное специальное образование для музыкантов, обладающих знаниями в объёме детской музыкальной школы, и направлен на профессиональную (пере)подготовку музыкантов-практиков и музыковедов. Выпускники курса могут использовать полученные знания в своей педагогической, исполнительской и научной деятельности. Лучшим из них предоставляются льготные условия поступления на факультеты духовной музыки в западных университетах.

## Предметы
Лекционные и лекционно-практические предметы:
1. История Церкви
2. Литургика Римско-католической церкви
3. Органная музыка в контексте литургической практики
4. История западноевропейской духовной музыки
5. Музыкальная традиция монастырей
6. Введение в григорианский хорал
7. Палеография, семиология, нотация
8. Модальность и формы григорианского хорала
9. Музыкально-литургическая литература
10. Органоведение
11. Латинский язык
12. Гимнология
13. Модальная гармония
14. Методика работы с хором

Практические занятия:
1. Органное исполнительство
2. Практическая гармония
3. Литургический аккомпанемент и импровизация
4. Schola gregoriana
5. Церковное пение, литургическая практика
6. Техническое органоведение

## Преподаватели курса
На курсе преподают известные музыканты и учёные-музыковеды из Италии (Папский институт сакральной музыки, Рим), Франции (Дижонская Консерватория), Германии (Высшая школа церковной музыки, Тюбинген), Польши (Академия музыки, Краков; Университет имени кардинала Стефана Вышинского, Варшава) и России (Российская академия музыки им. Гнесиных, Москва, и Высшая духовная семинария, Санкт-Петербург).
Список преподавателей:
- Нино Альбароза, профессор Папского института сакральной музыки, Италия
- дон Альберто Турко, профессор Папского института сакральной музыки, священник, Италия
- о. Дженнаро Беккиманци OFMConv, магистр, монах-францисканец, священник, Италия
- Чеслав Граевский, профессор Университета имени кардинала Стефана Вышинского, Польша
- Сильвэн Плюйо, профессор Дижонской консерватории, Франция
- Александр Фисейский, профессор Российской академии музыки имени Гнесиных, Россия
- о. Ежи Норель OFMConv, доктор музыкологии, Генеральный викарий Францисканского ордена, священник, Италия
- о. Иоганн Труммер, профессор, священник, Австрия
- о. Бернард Лукаш Савицкий OSB, доктор теологии, магистр музыкологии, монах-бенедиктинец, священник, аббат, Польша
- о. Николай Дубинин OFMConv, преподаватель Высшей духовной семинарии в Санкт-Петербурге, монах-францисканец, священник, Россия
- Гельмут Фёлькль, доктор, доцент Высшей школы музыки г. Тюбинген, Германия
- с. Валентина Новаковская, магистр музыковедения, Россия
- о. Мариано Хосе Седано Сьерра CMF, преподаватель Высшей духовной семинарии в Санкт-Петербурге, монах-кларетин, священник, Испания
- Гуннар Шмид, потомственный органный мастер, владелец фирмы «Orgelbau Schmid Kaufbeuren e.K.», Германия
- Анна Ветлугина, выпускница Московской Государственной Консерватории им. П. И. Чайковского, главный органист Римско-католического кафедрального собора в Москве, композитор, Россия
- Наталия Вергей, выпускница Петербургской Консерватории им. Н. А. Римского-Корсакова, главный регент Римско-католического храма Св. Екатерины Александрийской в Санкт-Петербурге, Россия

## Организаторы и партнёры
Курс «Западноевропейская духовная музыка» проходит под патронатом Папского совета по культуре, Архиепархии Божией Матери и Римско-католического кафедрального собора в Москве.
Организатор — благотворительный фонд «Искусство Добра».